# Hermann Klotz (Bildhauer)

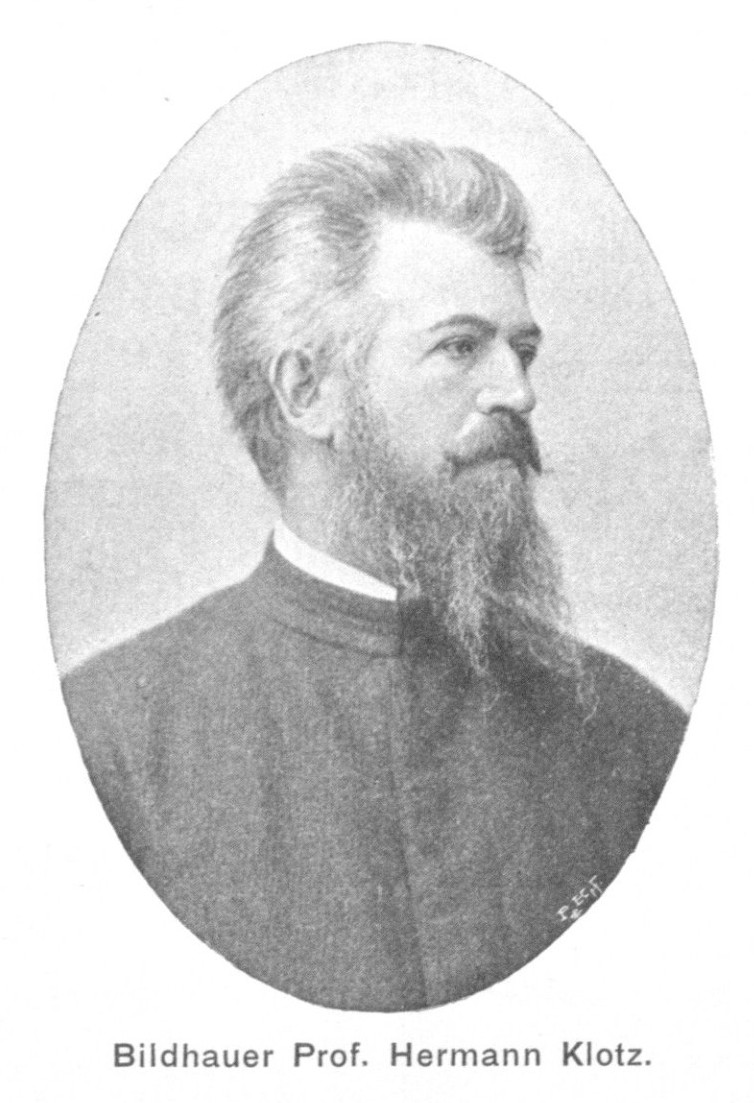
Hermann Klotz im Jahre 1902

Hermann Klotz (* 11. Juni 1850 in Imst; † 6. März 1932 in Dornbirn) war ein österreichischer Bildhauer.

## Leben
Der Sohn eines Tischlermeisters lernte zunächst bei Franz Xaver Renn und Johann Grissemann in Imst, anschließend arbeitete er im Atelier des Architekten Karl Kaiser in Wien. Ab 1875 studierte er bei Otto König an der Kunstgewerbeschule des k.k. Österreichischen Museums für Kunst und Industrie in Wien, an der er 1879 zum Leiter der neu geschaffenen Abteilung für Schnitzerei und 1884 zum Professor berufen wurde. Zu seinen Schülern gehörten Franz Haider, Wolfgang Wallner, Max Domenig und Franz Barwig der Ältere.
Klotz war insbesondere als Holzschnitzer tätig, was ihm – in Abgrenzung zu seinem Cousin, dem „Steinklotz“ genannten Steinbildhauer Edmund Klotz – den Spitznamen „Holzklotz“ einbrachte. Dabei erfand er ein neues Verfahren der Polychromie von Holzstatuen. Er schuf außerdem Statuen und Reliefs aus Marmor und Bronze, darunter eine lebensgroße Statue der schreitenden Kaiserin Elisabeth für die Matthiaskirche in Budapest. Diese Darstellung fand so großen Anklang, dass Kaiser Franz Joseph I. kleine Kopien in Biskuitporzellan herstellen ließ, um sie an Familienmitglieder und Staatsgäste zu verschenken.

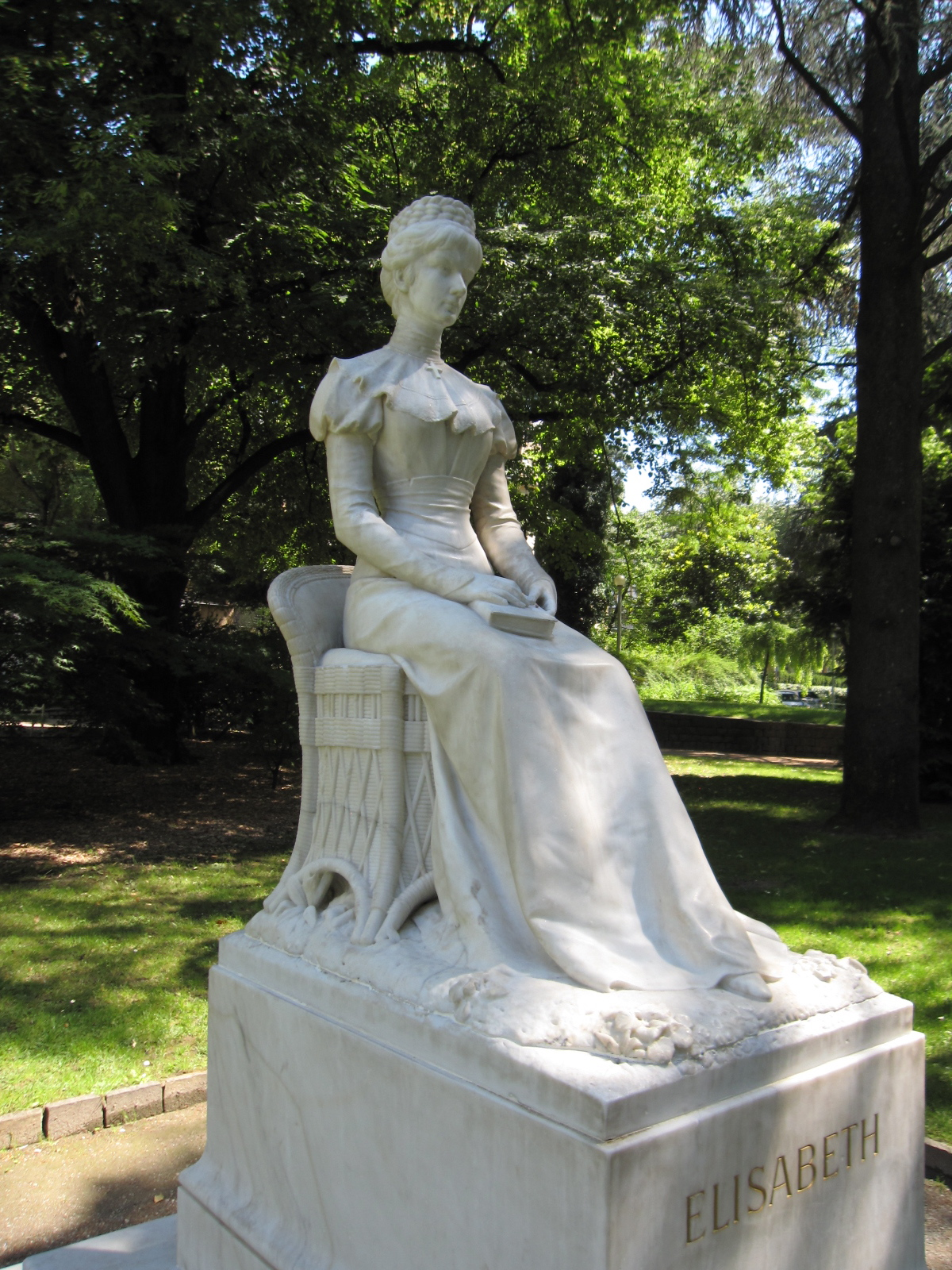
Kaiserin-Elisabeth-Denkmal aus Laaser Marmor, Meran

Zum 80. Geburtstag von Hermann Klotz erschien im Das interessante Blatt Nr. 24 am 12. Juni 1930, ein Foto vom Ehepaar Klotz. Auf der Bildkarte an den Bildhauer Max Domenig befindet sich auch ein Hinweis auf die bevorstehende "goldene Hochzeit" des Paares im April 1931.

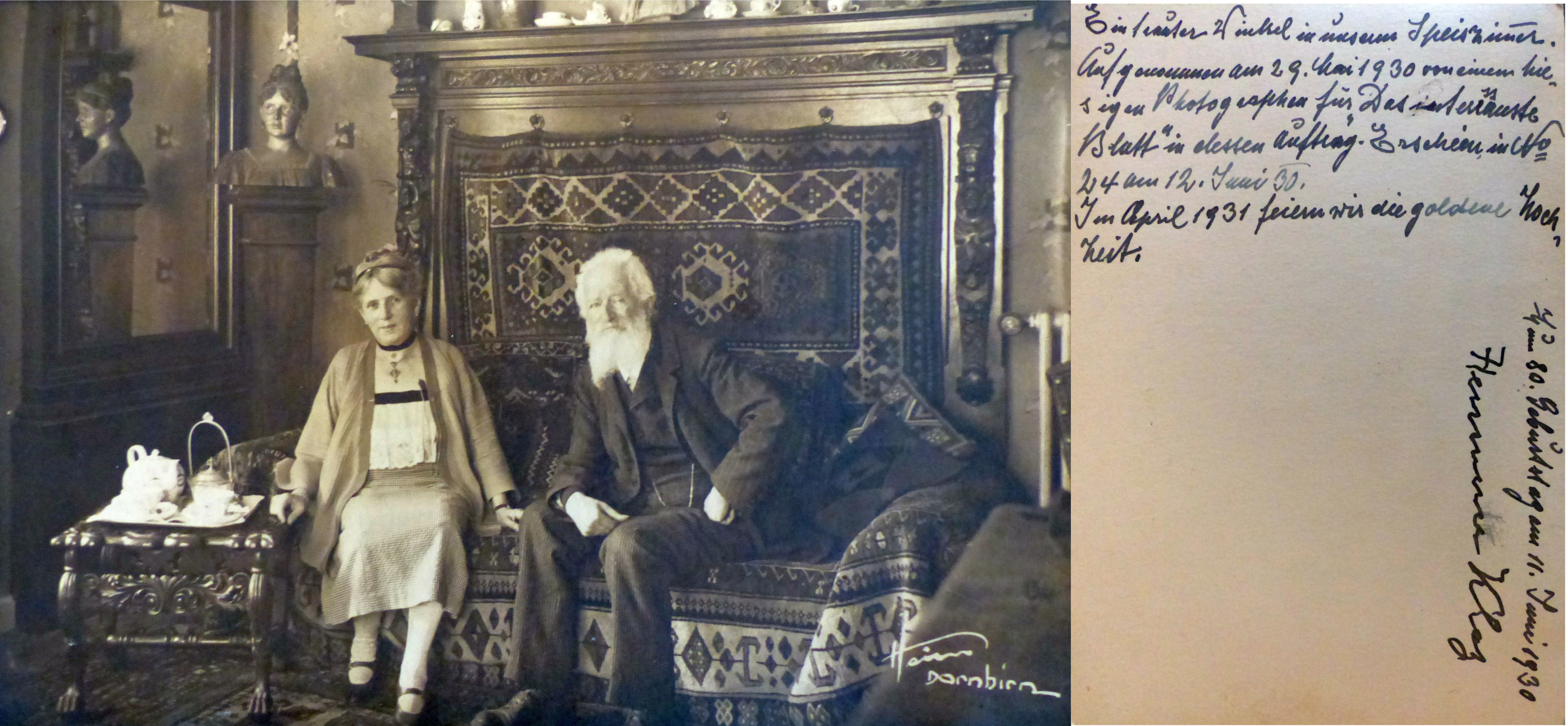
Geburtstagskarte Hermann Klotz mit Gattin im Speisezimmer, Dornbirn im Jahre 1930

## Werke
- Reliefmedaillons (Satyrknaben), Österreichisches Museum für Angewandte Kunst, 1878
- Denkmal für Rudolf Eitelberger, Kunstgewerbemuseum in Wien, 1886[3]
- Allegorie der Holzbildhauerei, Österreichisches Museum für Angewandte Kunst, 1887
- Entwurf für Nebengruppen des Andreas-Hofer-Denkmals am Bergisel, 1893
- Tondi mit Reliefs der vier Evangelisten, Breitenfelder Pfarrkirche, Wien, um 1895[4]
- Kaiserin-Elisabeth-Denkmal in Meran, 1903
- Statue von Kaiserin Elisabeth in der Budapester Matthiaskirche, 1905
- Grabdenkmal für Max Stern, israelitische Abteilung des Innsbrucker Westfriedhofs, 1910[5]